# 島根県立吉賀高等学校
島根県立吉賀高等学校（しまねけんりつ よしかこうとうがっこう、Shimane Prefectural Yoshika High School）は、島根県鹿足郡吉賀町（旧・六日市町）に所在する公立の高等学校。

## 概要
歴史
1948年（昭和23年）に島根県立益田農林高等学校の定時制分校として設置された。数回の改称を経て1963年（昭和38年）に現校名「島根県立吉賀高等学校」として独立した。2013年（平成25年）に創立65周年（独立50周年）を迎える。

設置課程・学科
全日制課程 普通科

校訓
「至誠・創造・努力」

校章
若鮎をモチーフに制定された。校名の「吉高」の文字（縦書き）を置いている。

校歌
作詞は木島俊太郎（島根県立松江南高等学校校長（当時））、作曲は森山俊雄（声楽家・島根大学教授（当時））による。歌詞は3番まである。

中高一貫教育
以下の吉賀町内の公立中学校4校との連携型中高一貫教育を行っている。
- 吉賀町立吉賀中学校
- 吉賀町立六日市中学校
- 吉賀町立蔵木中学校
- 吉賀町立柿木中学校

## 沿革
- 1948年（昭和23年）8月 - 「島根県立益田農林高等学校 七日市分校・柿木分校」（定時制）が開校。
  - 七日市村役場庁舎の一部を仮校舎として開校。第1回入学者数は25名。
- 1949年（昭和24年）4月1日 - 本校の統合により、「島根県立益田高等学校 七日市分校・柿木分校」と改称。
- 1953年（昭和28年）4月1日 - 本校の分離により、「島根県立益田産業高等学校 七日市分校・柿木分校」と改称。
- 1958年（昭和33年）4月1日 - 七日市分校に島根県立津和野高等学校六日市分校[1]を統合。
  - これにより、七日市分校は普通科（1学級）と農業・家庭科（1学級）の2学級編成となる。
- 1960年（昭和35年）4月1日 - 七日市分校、定時制課程を全日制課程に切り替える。
- 1962年（昭和37年）12月 - 七日市分校の島根県立吉賀高等学校への昇格・独立が決定。柿木村や柿木分校生徒が反対運動を展開する。
- 1963年（昭和38年）4月1日 - 島根県立益田産業高等学校より分離し、「島根県立吉賀高等学校」（現校名）として独立。柿木分校が移管される。
  - 校歌・校章を制定。
- 1966年（昭和41年）4月1日 - 農業科を普通科に切り替える。
- 1969年（昭和44年）
  - 4月1日 - この年の入学生から普通科3学級3コース（進学・農業・商業）編成とする。柿木分校の募集を停止し、2・3年生を本校に統合。
  - 11月 - 校舎を増築。
- 1972年（昭和47年）10月 - 校訓碑を建立。学校庭園が完成。
- 1973年（昭和48年）4月 - 寄宿舎が完成し、「盛岳寮」と命名。
- 1979年（昭和54年）3月 - 教育課程変更のため、農業科目を廃止。
- 1990年（平成2年）
  - 1月 - 新教室棟へ移転完了。木造2階建ての旧教室棟を解体。
  - 6月 - 創立40周年を記念してバラ園を造成。
- 1997年（平成9年）
  - 4月1日 - この時の入学生から制服を改定。
  - この年 - シンガポールへの海外研修旅行の実施が決定される。
- 2001年（平成13年）
  - 2月 - 屋内運動場が完成。
  - 4月1日 - 吉賀中学校との連携型中高一貫教育を本格的に導入。
- 2003年（平成15年）4月1日 - 蔵木中学校・六日市中学校との連携型中高一貫教育を本格的に導入。
- 2006年（平成18年）4月1日 - 柿木中学校との連携型中高一貫教育を本格的に導入。

## 部活動
運動部
- サッカー部（男子）
- バレーボール部
- ソフトテニス部（女子）
- 陸上競技部

文化部
- 写真部
- 文芸部
- 和道部（茶道・華道）
- 音楽部
- 美術部